# Metepec Primero
Metepec Primero är en ort i Mexiko.   Den ligger i kommunen Acatlán och delstaten Hidalgo, i den sydöstra delen av landet, 110 km nordost om huvudstaden Mexico City. Metepec Primero ligger 2 152 meter över havet och antalet invånare är 1 270.
Terrängen runt Metepec Primero är platt åt nordost, men åt sydväst är den kuperad. Runt Metepec Primero är det tätbefolkat, med 476 invånare per kvadratkilometer. Närmaste större samhälle är Tulancingo, 9,7 km sydost om Metepec Primero. Omgivningarna runt Metepec Primero är en mosaik av jordbruksmark och naturlig växtlighet.